# Andy Rihs
Andreas «Andy» Rihs (* 2. November 1942 in Stuttgart, heimatberechtigt in Meinisberg; † 18. April 2018 in Zürich) war ein Schweizer Unternehmer in der Medizinaltechnik sowie im Fahrrad- und im Sportbereich.

## Leben
Andy Rihs wuchs am Zürichsee auf, machte eine kaufmännische Lehre und genoss danach das Leben in Paris: «Arbeiten war nie mein Ziel.» 1966 rief ihn aber sein Vater Ernst zurück, der die 1947 in Zürich gegründete AG für Elektrotechnik übernommen hatte. Andy Rihs trat in die Firma ein und baute sie zusammen mit dem Techniker Beda Diethelm und seinem jüngeren Bruder Hans-Ueli «Jöggi» Rihs zu einem führenden Hersteller von Hörgeräten auf. Unter dem Namen Phonak kam das Unternehmen 1994 an die Schweizer Börse; es zeichnete sich aber trotz starkem Wachstum immer durch eine familiäre Kultur aus, gemäss dem Motto von Andy Rihs: «Ohni Lüüt gaht nüüt.» Nach Übernahmen von Konkurrenten stieg die in Sonova umbenannte Gruppe zur weltweiten Marktführerschaft auf, mit CHF 2,4 Milliarden Umsatz und 17'000 Mitarbeitenden im Todesjahr von Andy Rihs.
Rihs führte das Unternehmen als Chief Executive Officer (CEO) bis April 2000 und interimistisch von April bis September 2002. Von 1992 bis März 2011 präsidierte er den Verwaltungsrat der Phonak/Sonova Holding. Anfang 2011 führte die Staatsanwaltschaft Zürich wegen Verdachts auf Insiderhandel eine Strafuntersuchung gegen neun Personen des Sonova-Managements. Der Verdacht erhärtete sich nicht, die Untersuchung wurde daher 2012 eingestellt. Andy Rihs war proaktiv bereits im März 2011 als Präsident zurückgetreten; er blieb einfaches Mitglied des Verwaltungsrats.
Zeitweise gehörte der Zürcher Unternehmer der Liste der 100 reichsten Schweizer des Wirtschaftsmagazins Bilanz an. Rihs war Inhaber verschiedener Gesellschaften, welche insbesondere im Immobilien- und Fahrradbereich tätig sind. Ebenso war er Besitzer eines Weinguts in Neuseeland und einer Rinderfarm in den USA.
Andy Rihs war ein Radsport-Enthusiast, der in seiner Freizeit Strecken von Tour-de-France-Etappen selbst mit dem Fahrrad abfuhr. Die Phonak-Gruppe war ab 2000 Sponsor des  Radsportteams Phonak Hearing Systems, das 2006 nach wiederholten Dopingskandalen aufgelöst wurde. 2007 kehrte Rihs mit dem BMC Racing Team zurück, das vom damals in seinem Besitz befindlichen Fahrradhersteller BMC unterstützt wurde. 2016 trug Rihs wesentlich dazu bei, dass Bern Etappenort der Tour de France wurde.
Über die «Sport und Event Holding AG» mit Sitz in Luzern war Rihs mit seinem Bruder Besitzer des BSC Young Boys und des Stadion Wankdorf.
Andy Rihs starb am 18. April 2018 75-jährig an den Folgen einer Vorstufe von Leukämie. 10 Tage nach seinem Tod wurde der von ihm und seinem Bruder Hans-Ueli innerhalb von zehn Jahren zu einem Schweizer Spitzenklub aufgebaute BSC Young Boys zum ersten Mal seit 32 Jahren Schweizer Meister. 